# Historia del mercado de los jueves en Beas de Segura
La Historia del mercado de los jueves en Beas de Segura comenzó a forjarse a principios del siglo XVI con el fin de consolidar y afianzar un comercio estable y sólido bajo un instrumento institucional y con autorización real. El pretexto quedó vinculado a los leales servicios que ofrecieron los vecinos de la villa a la Corona, bien de una forma voluntaria, y en ocasiones forzosamente, en los prolegómenos de la reconquista y toma de Granada. La Orden de Santiago también tuvo su protagonismo al pertenecer Beas a la misma, máxime cuando quedó incorporada a la Corona por los Reyes Católicos. 
En 1513 el comendador de Beas era Miguel Pérez de Almazán, persona de confianza de Fernando el Católico, para el que estuvo a su servicio como su secretario de la mano de Juan de Coloma. También Almazán fue persona de confianza de la reina Juana, obteniendo de ella tal merced para la villa de Beas, que aportaría importantes beneficios tanto para la incipiente industria textil que se había forjado, al igual que para la ganadería y la agricultura.

## Fundamentos
En julio de 1513 se celebró en Valladolid el Capítulo General de la Orden de Santiago, al que asistieron los Trece de la Orden, entre ellos, Íñigo López de Mendoza, I Marqués de Mondéjar y II Conde de Tendilla, no pudiendo asistir Gonzalo Fernández de Córdoba, I Duque de Sesa, más conocido como el Gran Capitán, ambos muy vinculados con Beas. También estuvo presente Miguel Pérez de Almazán, como Caballero y Secretario de la Orden de Santiago, y Comendador de Beas, encomienda que le fue otorgada en 1501 por el rey.
Almazán, en 1507 compró la villa de Maella, y Fernando el Católico le hizo Señor de ella, convirtiéndose en el I Señor de Maella, trece de la Orden de Santiago, y Secretario de Estado. Todo ello le otorgó una estrecha relación con el rey, al igual que con la Corte, donde prácticamente todos los tratados de Estado pasaban por sus manos; entre otros, la negociación del matrimonio de la futura Juana I de Castilla con Felipe de Habsburgo, como la propia Juana I, ya viuda, lo manifestó en una carta:

“Los grandes trabajos que, con mucho cuidado y diligencia y fidelidad, tuvisteis en toda la negociación y contratación del casamiento del rey, mi señor que santa gloria haya, y mío, desde que se comenzó a tratar hasta que se concluyó, que todo pasó por vuestra mano y buena industria, de que yo soy buen testigo de vista, y lo recibí de vos en muy señalado servicio.”

Almazán fue también el intermediador entre Fernando el Católico y su yerno, Felipe de Habsburgo, limando asperezas entre ambos. En definitiva fue una persona de confianza, en que podía delegar el rey con la plena seguridad de que no le defraudaría en cualquiera de los negocios que le encomendase.

### Comendadores
Existía la encomienda desde 1329 aproximadamente. Cuatro importantes linajes se sucedieron en ella: Valderrábanos, Enríquez, Almazán y Suárez de Figueroa.
Comendadores de Beas:
- Fernando González de Valderrábanos (1468-1480), hermano del doctor Pedro.[4] En 1440, Presidente del Consejo de la Orden de Santiago.[5]
- Fadrique Enríquez (1491).
- Garcilaso de la Vega (1493), presidente de las Cortes de Toro de 1505. Padre del famoso escritor Garcilaso de la Vega.[5]
- Enrique Enríquez (1495), tío y Mayordomo Mayor de Fernando el Católico y también fue Comendador Mayor de León.[6]
- Miguel Pérez de Almazán (1501-1514), I Señor de Maella, Secretario de Estado, Secretario de la Orden de Santiago.[7]
- Juan Pérez de Almazán (1525-1547), hijo del anterior. II Señor de Maella.[7]
- Gómez Suárez de Figueroa (1548-1559), V Conde de Feria y a partir de 1567, I Duque de Feria.[7]

Miguel Pérez de Almazán, era I Señor de Maella por merced real, Trece de la Orden de Santiago, y Secretario de Estado de Fernando el Católico, lo que le otorgó una estrecha relación con el rey, al igual que con la Corte, donde prácticamente todos los negocios de Estado pasaban por sus manos; entre otros, la negociación del matrimonio de la futura Juana I de Castilla con Felipe de Habsburgo, como en una carta lo manifestó la propia Juana I, ya viuda, en la que dice así:

Los grandes trabajos que, con mucho cuidado y diligencia y fidelidad, tuvisteis en toda la negociación y contratación del casamiento del rey, mi señor que santa gloria haya, y mío, desde que se comenzó a tratar hasta que se concluyó, que todo pasó por vuestra mano y buena industria, de que yo soy buen testigo de vista, y lo recibí de vos en muy señalado servicio.

Participó en las negociaciones de los Reyes Católicos con Colón en Santa Fe, firmando las Capitulaciones junto a Juan de Coloma, su protector, a quien Almazán sustituyó en la secretaría de estado, manejando desde entonces gran parte de los negocios de Castilla y todos los asuntos internacionales en exclusividad. Almazán fue el intermediador a la muerte de la reina Isabel, entre Fernando el Católico y su yerno Felipe, apaciguando las enemistades entre ambos. En definitiva era una persona de confianza, en que podía delegar el rey con la plena seguridad de que no le defraudaría en cualquiera de los negocios que le encomendase. 
Con fecha 15 de noviembre de 1541 se dio traslado de una sentencia de la Real Chancillería de Granada en el pleito entre Juan Pérez de Almazán, comendador de Beas y el concejo y vecinos de esta villa, por la que se autorizaba a dicha villa para hacer y reparar molinos, hornos, batanes, vender vino y recibir derechos de estanco, portazgo, etc. A la muerte de Juan de Almazán, ya en 1547, había cuatro molinos harineros: Hondonero, de la Villa, del Cubo y Nuevo, (este último, averiado en ese año). También cuatro hornos: del Arrabal, del Mercado, del Repullete y de la Morería, además cuatro batanes, una aceña y una tenería.   

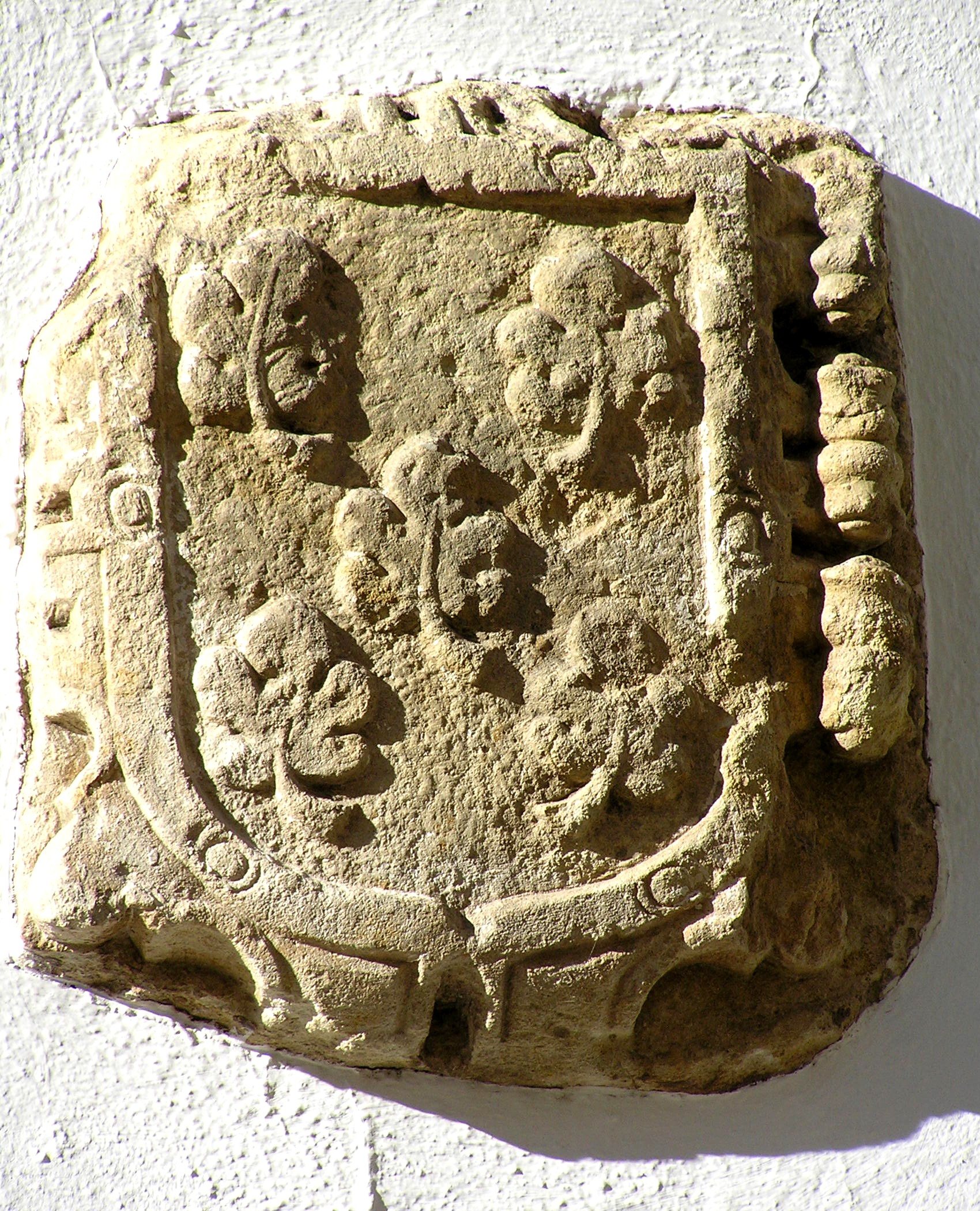
Blasón de los Figueroa

A mediados del siglo XV los Figueroa ya moraban en Beas, ostentando importantes cargos, aunque en aquella época eran caballeros de segundo orden, conviniendo a los reyes rodearse de la nobleza media. Por 1430 los Manrique emparentaron con los Figueroa por lazos matrimoniales, así Rodrigo Manrique casó con Mencía de Figueroa, siendo los padres de Jorge Manrique, y Fadrique Manrique casó con Elvira de Figueroa, y tuvieron por hija a María, que casó con Gonzalo Fernández de Córdoba, apodado el Gran Capitán. 
El 22 de octubre de 1547, Carlos V nombró a Gómez Suárez de Figueroa Comendador de Beas por fallecimiento de Juan Pérez de Almazán. Años más tarde, continuó al servicio de Felipe II, reconociendo el rey a Gómez con el título de Capitán de la Guardia de sus Consejos de Estado y de Guerra y Gentilhombre de Cámara. Acompañó al rey a Inglaterra en los esponsales con María Túdor, con quien casaría con una de las damas de la reina, luego fue nombrado Miembro del Consejo de Estado, siendo una figura cercana y de confianza del rey. En recompensa a sus méritos, el 16 de enero de 1559 le transmutó la encomienda de Beas, concedida a Juan de Ayala, por la más rentable de Segura, vacante por Pedro Portocarrero. Antes, en 1552, heredó el título de V Conde de Feria por la muerte de su hermano Pedro Fernández de Córdoba Suárez de Figueroa. En 1567, el rey le otorgó a Gómez el título de Duque, culminado así su larga trayectoria. Tras ser nombrado Gómez Comendador de Segura, ya en 1565, Beas pasó a formar parte del partido de Segura, residencia del gobernador.

### El Concejo de Beas

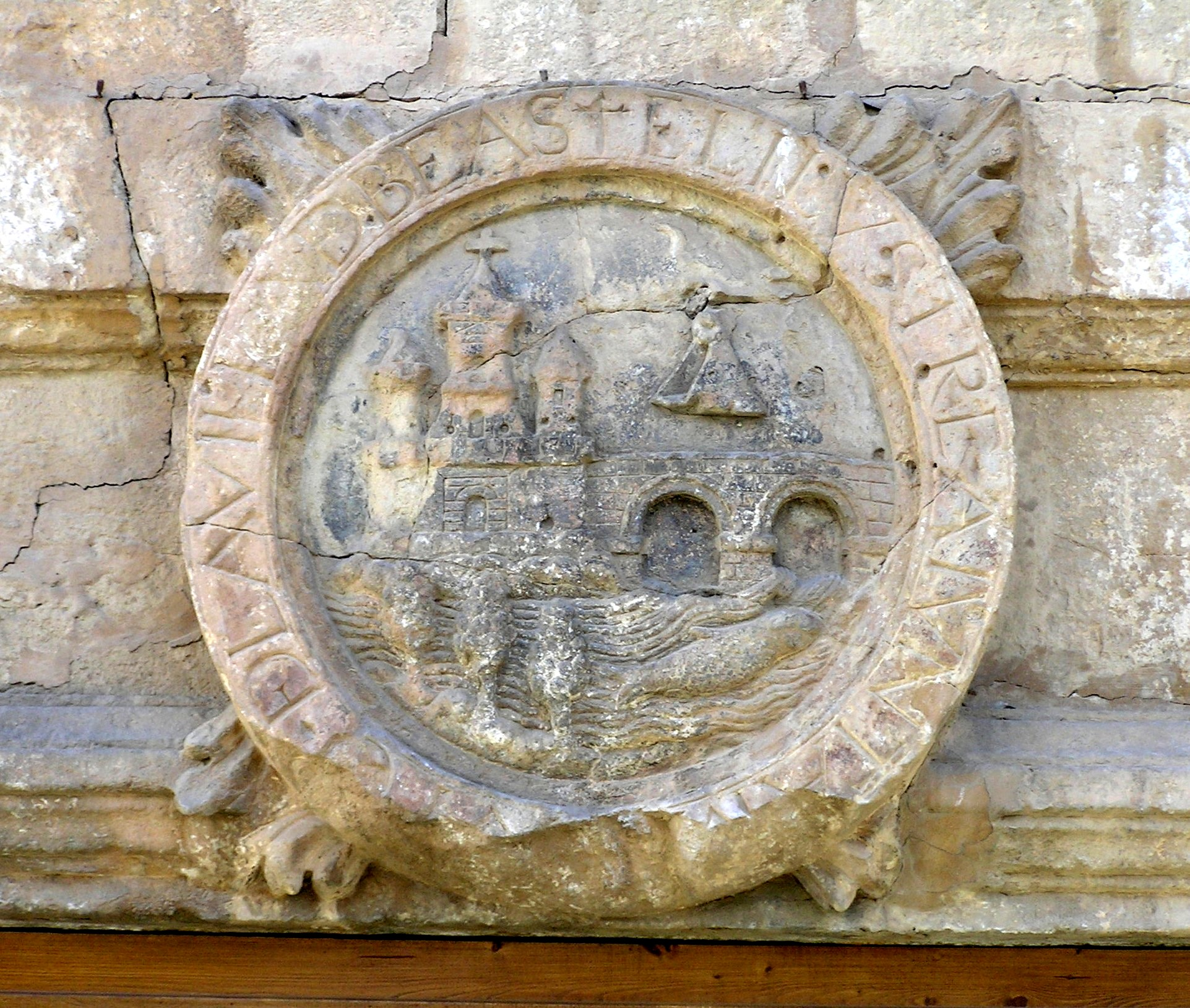
Escudo de Beas. Descripción: El Ilustre Ayuntamiento de la Villa de Beas

A la concesión del título de Villa se dotó de término por privilegios y repartimientos, en estos términos pasaba a ejercer el Concejo por medio de justicia y regidores cierta autonomía municipal derivada de la concesión de privilegios que la Orden de Santiago otorgaba a sus vecinos, con la intención de que se constituyese una comunidad gobernada por ellos mismos como incentivo a su permanencia, aunque bien existían ciertos límites, por poderes superiores como jueces territoriales o el Consejo de las Órdenes.
La estructura del Concejo estaba representada por la figura del Gobernador, que residía en Villanueva de los Infantes, teniendo potestad para abocar las causas en cualquier villa de su jurisdicción. El consistorio lo constituían los regidores, variando el número dependiendo la importancia del lugar, dos alcaldes ordinarios, formando parte también fieles ejecutores, procuradores, alguaciles, alcaldes de la hermandad, escribanos, mayordomos. Estos se reunían periódicamente, rigiéndose por Leyes Capitulares y Ordenanzas, para el buen funcionamiento de la villa.
Alcaldes ordinarios
Los alcaldes estaban obligados a impartir justicia conforme marcan las leyes y ordenanzas y hacer cumplirlas a los vecinos. También entendían de causas civiles y criminales de aquellos delitos que no fueran de pena de muerte, destierro o confiscación de bienes, y en el caso de sentencia, se dejaba el derecho de apelación al Gobernador.
Regidores
La autoridad y potestad de los regidores venía legitimada y configurada por una posición privilegiada, dominando el control político y la actividad económica de la villa donde ejercían sus funciones, que eran la regulación y administración de las Ordenanzas municipales, de los pósitos públicos, de las sisas, derramas y repartimientos que se hacían a los vecinos, dándoles acceso a propios y comunes, arrendamientos, e incluso a la posesión de bienes y derechos.

### Marco religioso

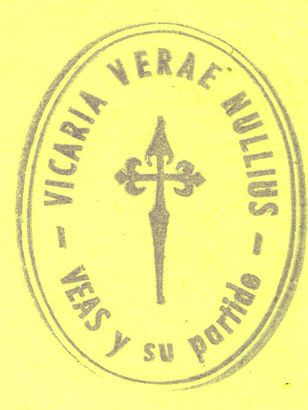
Sello de la antigua Vicaría de Veas Verae Nullius.

Fue Vicaria al hacerse la Orden de Santiago poseedora de la villa de Beas y después de haber sido permutada en 1239 al obispo Juan de Osma; el Consejo de Órdenes estableció una vicaria que gozaba de jurisdicción Verae Nullius, lo que representaba que la villa no estuviese sujeta a ninguna potestad eclesiástica. Este hecho fue posible debido a una bula papal concedida a dicha orden por el papa Alejandro III, la cual les otorgaba derechos sobre las tierras conquistadas. Por este método, el consejo nombraba a un vicario residente en Beas, el cual tenía la obligación de visitar periódicamente las villas que se encontraban bajo su jurisdicción y cuyo superior era el prior del Convento de Uclés.
En 1242, Fernando III trasladó la Diócesis de Baeza a Jaén y los límites los pasaron por Beas y Chiclana, quedando ambas excluidas, y al mismo tiempo colindantes al Obispado de Cartagena, y así adscritas a dicha Diócesis, llegando a existir litigios entre la Orden y el Obispado. Posteriormente le agregaron a la Vicaria de Beas, la de Villarrodrigo y la de Bedmar, que les fueron enajenadas al perder sus privilegios por no realizar el vicario las visitas periódicas que le fueron encomendadas. Al final la Vicaría de Beas pasó a la Diócesis de Jaén por una carta apostólica de fecha 14 de julio de 1873, mandada por el papa Pio X,
En 1430 se establece en Beas un convento de franciscanos claustrales  en los extramuros de la villa, dotado de suficiente renta para que pudieran morar una cuarentena de franciscanos, en la más estricta regla de su Orden. En 1445 es transferido a franciscanos observantes. En gran medida este convento fue sufragado por  familias nobles de Beas, así en la iglesia del convento, la Capilla Mayor se fundó en 1512 a consta de los Godínez y el retablo del altar mayor de dicha iglesia fue costeado por la misma familia dotándolo de suficiente renta.
Cerca del convento se encontraba un beaterio de la Limpia Concepción, en 1508 pasó a ser convento de Clarisas franciscanas gracias a la aportación de una viuda y sus dos hijas, todas naturales de Beas. A partir de 1544 los franciscanos pudieron ayudar espiritualmente a estas monjas, aunque económicamente vivían en la pobreza y se sustentaban de la caridad de los vecinos.
En 1495, siendo Comendador de Beas Enrique Enríquez, se reedifica la Iglesia Parroquial, dotándola con una torre mudéjar, que llegó a estar en pie hasta mediados del siglo XX. También constaba de seis capillas, una con advocación a San Pedro y San Pablo, otra a Santa Ana, que daba paso a la sacristía, otra a La Quinta Angustia, otra a La Encarnación, una quinta a Santa Catalina y la sexta a San Jorge. En ellas había enterramientos de vecinos principales de la villa. Y su Capilla Mayor estaba consagrada a Nuestra Señora de Gracia, siendo sus patrones los Rodríguez de Sandoval y Negretes. La advocación de Nuestra Señora de Gracia viene dada por Miguel Pérez de Almazán, ya que su esposa se llamaba así.
Francisco Martínez Vellón, natural de Beas, fue capellán de los Reyes Católicos. Siendo vicario de Beas construyó a su consta la ermita de San Miguel, cerca del cementerio del mismo nombre. Con el tiempo esta ermita pasó a ser Casa de la Inquisición, donde se procesaban a los vecinos con causas de esta índole.
La villa además contaba con tres ermitas fuera de la villa: una de San Bartolomé y San Sebastián, guardando voto por antiguas pestilencias, otra de Santa Justa y Rufina que hace fiesta en voto por las sequías, y otra de San Juan, que representa a los gremios artesanales de la villa. Y dos ermita más dentro de la Villa con advocación a San Agustín y la otra se encontraba en la Villa Vieja, dedicada a Santa María.

## Estructura social
Nobleza
Desde la reconquista, Beas estuvo marcada por una capa social dominante, que durante siglos ejerció su supremacía y poder, si bien, la villa en un principio fue una donación hecha por Fernando III a Juan de Osma y posteriormente permutada a la Orden de Santiago en 1239. Al ser por entonces un territorio de frontera, se concedieron una serie de exenciones y privilegios, que propiciaron la llegada de nuevos moradores acogiéndose a dichas ventajas, muchos de ellos favorecidos por ciertas prebendas y servicios a la corona. Aunque Beas estaba bajo el dominio de la Orden de Santiago, no fue impedimento para que desde el siglo XIII se estableciera una nobleza de segunda clase muy influenciada por otra de más alto rango. 
Es a partir de la entrada en Castilla de la Casa de Trastámara, cuando se suceden en Beas familias como Negrete, Ulloa, Figueroa, Godínez, Moya, Bedoya, Sandoval, entre otros, y van adquiriendo una cierta facultad y dominio propiciados por amistades y parientes cercanos al poder. En el siglo XVII esta hegemonía va desapareciendo poco a poco, producto en gran medida por la extinción de algunos privilegios y una agravada crisis económica que llevó a la decadencia española, perdiéndose así ese feudalismo que imperaba, por un nuevo movimiento cultural e ideológico como fue la Ilustración, generando otro grupo social que dio paso a una oligarquía con importantes recursos, que por su influjo se hizo pronto del dominio local.        
Clero
Durante parte del siglo XV y todo el siglo XVI en adelante, hubo en Beas un importante número de frailes y monjas, tanto de franciscanos, como de clarisas, que se incrementó en 1575 con la fundación de un nuevo Convento de la Orden de Carmelitas, y en 1578 con los descalzos que moraron en el sitio del Calvario de la misma Orden. Pasando por Beas Santa Teresa de Jesús y San Juan de la Cruz, dejando impregnada una huella a su paso, que aún perdura con la presencia de la comunidad que sigue activa.
Con la entrada de las tropas francesas en Beas tras la guerra de la Independencia ocasionó graves trastornos siendo quemados los edificios más emblemáticos, entre ellos el convento de franciscanos y el de las clarisas, corriendo mejor suerte el de las Carmelitas Descalzas, que fueron echadas, sirviendo de almacenamiento y acuartelamiento para las tropas. Con la Desamortización de Mendizábal el convento de franciscanos fue clausurado en Beas por no reunir el número suficiente de frailes, y los que quedaron fueron distribuyéndose por otros conventos de la Orden. El de clarisas pasó a manos privadas, mientras el de Carmelitas, su iglesia sirvió de Parroquia, y éstas volvieron a su convento a principios del siglo XX que fue cuando se restauró.  
Pueblo llano
Representando un gran estrato social de Beas, que estaba formado por campesinos, ganaderos, comerciantes, artesanos y un reducido número de musulmanes y judíos, que poco a poco tuvieron que adaptarse a la sociedad, por una serie de edictos y rebeliones, que al final culminó con la expulsión y persecución a todos aquellos que no abrazaran la fe cristiana y no cejaran en sus rituales y costumbres. Otra parte de la población era de pobres que vivían de la caridad y limosna, solían ser niños huérfanos, viudas, lisiados y ancianos que se quedaban solos.  
Los artesanos estaban formados por maestros artesanos, dueño del taller y herramientas, oficiales y aprendices, constituidos en gremios, y así había tundidores, herreros, carpinteros, tejedores, talabarteros, etc, otro grupo estaban los peones o jornaleros, carboneros, yeseros, tejeros, albañiles y también los molineros, bataneros, tintoreros, obreros de la seda, etc, los comerciantes eran tenderos, venteros, taberneros, recoveros, carniceros, etc, de ganaderos había gañanes, porqueros, pastores, muleros, etc, y los campesinos que combinaban las labores agrícolas con otras actividades que iban alternado durante todo el año. El cultivo del cáñamo y lino estaba muy arraigado en Beas, pero lo combinaban con el cereal, algunas aranzadas de olivar y productos de huerta, así como forrajeros para el ganado que tenían para su consumo, la recolección de miel. Este grupo social era considerado como pecheros, y los que pagaban los pechos, sisas, moneda forera y otras prebendas.  